# Errina sinuosa
Errina sinuosa is een hydroïdpoliep uit de familie Stylasteridae. De poliep komt uit het geslacht Errina. Errina sinuosa werd in 1991 voor het eerst wetenschappelijk beschreven door Cairns. 